# Sainte Marie Madeleine (Louvre)
Pour les articles homonymes, voir Sainte Marie Madeleine et Madeleine pénitente.

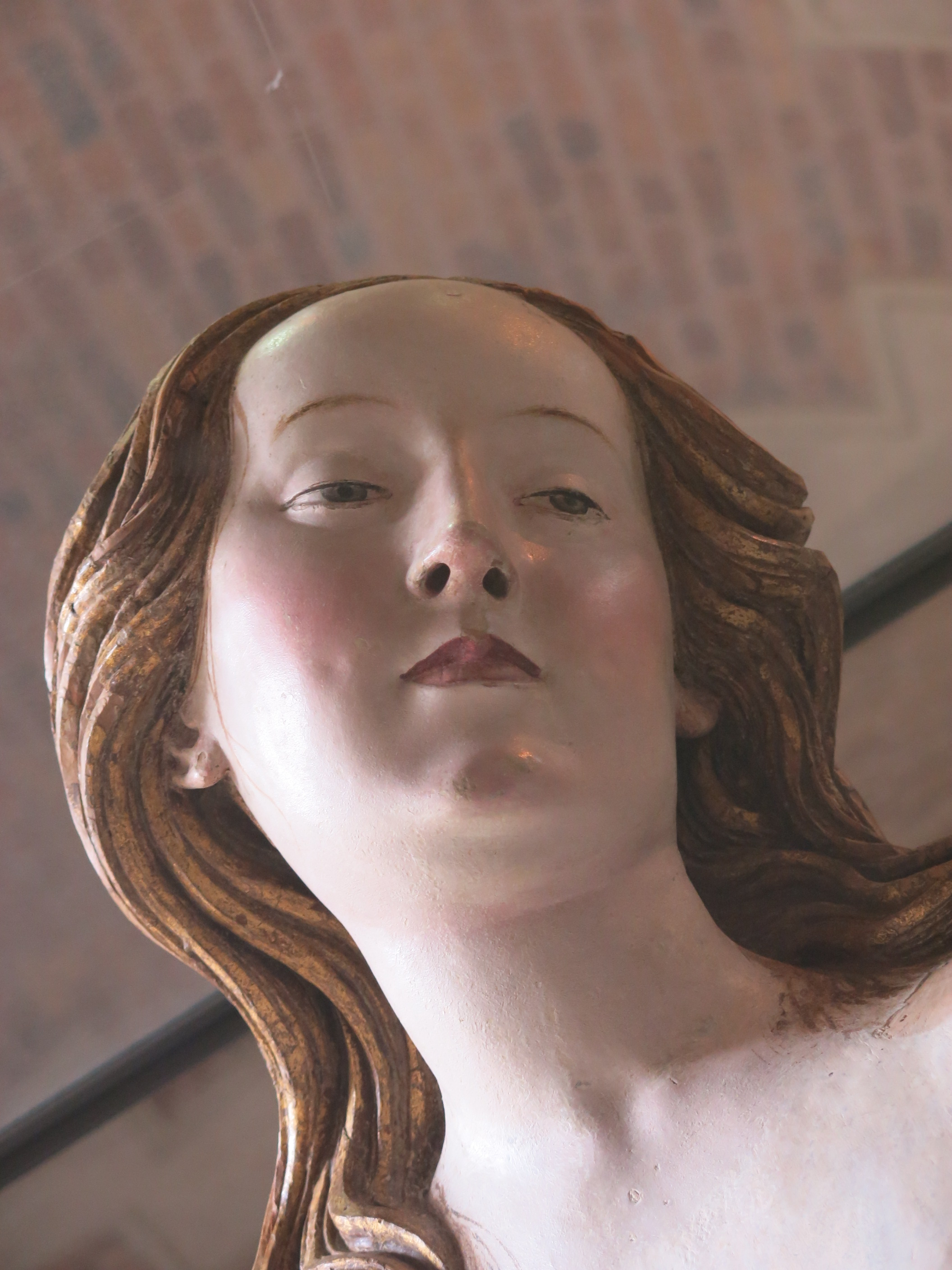
Le visage.

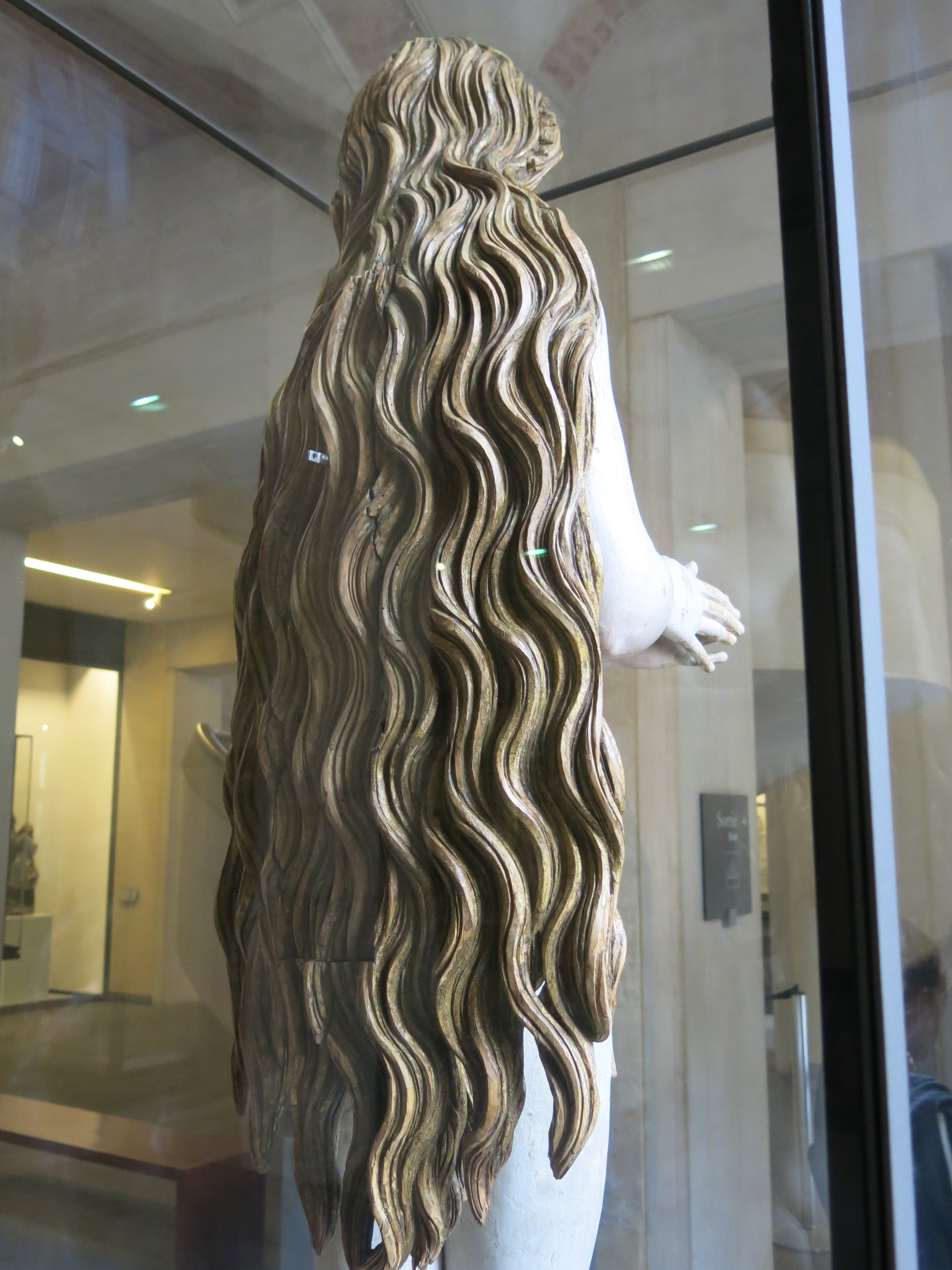
Le dos avec le système de suspension.

Sainte Marie Madeleine ou Madeleine pénitente ou La Belle Allemande est une sculpture attribuée à Gregor Erhart (1470 ? -1540) formé à Ulm auprès de son père.

## Histoire
La sculpture provient probablement de l'église Sainte-Marie-Madeleine du couvent des Dominicains d'Augsbourg .
Elle appartenait à la collection Siegfried Lämmle. Elle a été acquise par le Louvre en 1902 sur les arrérages du legs de Madame Émile Louis Sévène née Laure Eugénie Declerck.
La statue a été emportée en Allemagne pendant l'occupation nazie à la demande de Hermann Goering. Mais elle a été restituée au Louvre .

## Description
Marie Madeleine était une femme pécheresse contemporaine de Jésus. Elle s'est repentie et a rejoint les disciples de Jésus.
Selon La Légende dorée de Jacques de Voragine, elle est ensuite partie en Provence et a passé la fin de sa vie vêtue de ses seuls cheveux en prières la grotte de la Sainte-Baume, aujourd'hui sanctuaire. Elle était chaque jour enlevée par des anges pour entendre les chœurs célestes.
La statue représente Marie Madeleine nue enveloppée de ses seuls longs cheveux. Elle est en bois de tilleul avec une polychromie originale. Le socle et la partie avant des pieds ont été restaurés au XIXe siècle.
Elle est visible de tous côtés, puisque son dos est aussi bien sculpté que sa face. Elle comporte un dispositif d'accrochage dans le dos qui permettait de la suspendre dans la nef de l'église.
La sculpture présente à la fois la grâce paisible et la physionomie douce de la tradition de l'Allemagne du sud ainsi que les formes féminines épanouies de la Renaissance dans une attitude de contrapposto.